# Metastelma barbadense
Metastelma barbadense är en oleanderväxtart som beskrevs av Rudolf Schlechter. Metastelma barbadense ingår i släktet Metastelma och familjen oleanderväxter. Inga underarter finns listade i Catalogue of Life.